# Herrarnas lagtävling i backhoppning vid olympiska vinterspelen 2006
Herrarnas lagtävling i backhoppning vid de olympiska vinterspelen 2006 i Turin, Italien hölls den 20 februari 2006 vid Pragelato.

## Lagtävling
| Spel       | Guld                                                                             | Silver                                                                 | Brons                                                                           |
| Lagtävling | Österrike · Andreas Widhölzl · Andreas Kofler · Martin Koch · Thomas Morgenstern | Finland · Tami Kiuru · Janne Happonen · Janne Ahonen · Matti Hautamäki | Norge · Lars Bystøl · Bjørn Einar Romøren · Tommy Ingebrigtsen · Roar Ljøkelsøy |

## Resultat
| Placering | Idrottare                                                                     | Hopp 1                        | Placering | Hopp 2                        | Placering | Totalt                        |
| --------- | ----------------------------------------------------------------------------- | ----------------------------- | --------- | ----------------------------- | --------- | ----------------------------- |
|           | Österrike Andreas Widhölzl Andreas Kofler Martin Koch Thomas Morgenstern      | 472,6 107,1 133,8 106,6 125,1 | 1         | 511,4 122,7 126,0 120,3 142,4 | 1         | 984,0 229,8 259,8 226,9 267,5 |
|           | Finland Tami Kiuru Janne Happonen Janne Ahonen Matti Hautamäki                | 467,2 113,6 109,5 122,2 121,9 | 2         | 509,4 127,2 112,2 129,6 140,4 | 2         | 976,6 240,8 221,7 251,8 262,3 |
|           | Norge Lars Bystøl Bjørn Einar Romøren Tommy Ingebrigtsen Roar Ljøkelsøy       | 452,4 117,3 114,6 97,2 123,3  | 3         | 497,7 136,9 116,3 97,2 147,3  | 3         | 950,1 254,2 230,9 194,4 270,6 |
| 4         | Tyskland Michael Neumayer Martin Schmitt Michael Uhrmann Georg Späth          | 446,0 113,8 116,4 105,4 110,4 | 4         | 476,6 118,0 100,9 125,0 132,7 | 4         | 922,6 231,8 217,3 230,4 243,1 |
| 5         | Polen Stefan Hula Kamil Stoch Robert Mateja Adam Małysz                       | 445,2 99,9 108,1 116,3 120,9  | 5         | 449,2 101,2 112,6 110,8 124,6 | 7         | 894,4 201,1 220,7 227,1 245,5 |
| 6         | Japan Daiki Ito Tsuyoshi Ichinohe Noriaki Kasai Takanobu Okabe                | 426,8 106,2 104,3 110,5 105,8 | 6         | 466,3 107,2 103,1 126,4 129,6 | 5         | 893,1 213,4 207,4 236,9 235,4 |
| 7         | Schweiz Michael Möllinger Simon Ammann Guido Landert Andreas Küttel           | 424,2 107,2 108,5 95,7 112,8  | 8         | 462,7 108,7 107,6 108,6 137,8 | 6         | 886,9 215,9 216,1 204,3 250,6 |
| 8         | Ryssland Denis Kornilov Dimitri Ipatov Dimitri Vassiliev Ildar Fatchullin     | 425,0 106,7 105,3 114,0 99,0  | 7         | 431,8 97,5 109,9 126,3 98,1   | 8         | 856,8 204,2 215,2 240,3 197,1 |
| 9         | Tjeckien Jan Matura Ondřej Vaculík Borek Sedlák Jakub Janda                   | 397,0 110,8 79,6 99,0 107,6   | 9         | —                             | —         | 397,0 110,8 79,6 99,0 107,6   |
| 10        | Slovenien Rok Benkovič Robert Kranjec Primož Peterka Jernej Damjan            | 390,4 95,3 74,4 108,5 112,2   | 10        | —                             | —         | 390,4 95,3 74,4 108,5 112,2   |
| 11        | Italien Andrea Morassi Sebastian Colloredo Alessio Bolognani Davide Bresadola | 328,4 80,1 105,3 70,7 72,3    | 11        | —                             | —         | 328,4 80,1 105,3 70,7 72,3    |
| 12        | Kazakstan Nikolay Karpenko Radik Zhaparov Alexey Korolev Ivan Karaulov        | 322,2 84,8 85,7 69,7 82,0     | 12        | —                             | —         | 322,2 84,8 85,7 69,7 82,0     |
| 13        | Sydkorea Choi Yong-Jik Choi Heung-Chul Kim Hyun-Ki Kang Chil Ku               | 321,5 79,0 69,8 89,8 82,9     | 13        | —                             | —         | 321,5 79,0 69,8 89,8 82,9     |
| 14        | USA Tommy Schwall Anders Johnson Clint Jones Alan Alborn                      | 286,8 60,7 50,3 82,2 93,6     | 14        | —                             | —         | 286,8 60,7 50,3 82,2 93,6     |
| 15        | Kanada Gregory Baxter Stefan Read Graeme Gorham Michael Nell                  | 276,8 71,2 82,0 60,2 63,4     | 15        | —                             | —         | 276,8 71,2 82,0 60,2 63,4     |
| 16        | Kina Li Yang Yang Guang Wang Jianxun Tian Zhandong                            | 206,1 72,0 32,5 50,1 51,5     | 16        | —                             | —         | 206,1 72,0 32,5 50,1 51,5     |